# Virus ourlien
Espèce
Classification phylogénétique
- Espèce : orthorubulavirus des oreillons
  - Virus : virus ourlien

Le virus ourlien, Myxovirus parotidis, est responsable des oreillons, maladie virale qui atteint l'enfant mais également l'adulte.
C'est un virus de type Paramyxoviridae à ARN, recouvert d'une membrane sphérique.
Son génome fait environ 15 000 bases. Il contient sept gènes codant huit protéines dont six structurales.
Les virions, appelés particules MuV, sont de forme pléomorphe et leur taille varie de 100 à 600 nanomètres de diamètre. Le virus interagit d'abord avec une cellule hôte en se liant à sa surface via le récepteur de la protéine HN, l'acide sialique, qui se lie aux récepteurs de l'acide sialique à la surface des cellules hôtes.
Le virus ourlien a été identifié pour la première fois comme la cause des oreillons en 1934 par Claude D. Johnson and Ernest William Goodpasture, et a été isolé pour la première fois en 1945. En 1948, des vaccins protégeant contre l'infection par le MuV ont été développés. MuV a été reconnu pour la première fois en tant qu'espèce en 1971.
Douze types de virus ont été décrits, désignés par les lettres A à L, avec leur propre répartition mondiale. Ces différentes souches permettent des réinfestations, la contamination (ou la vaccination) par l'une des souches n'étant pas immunisante pour l'ensemble de ces dernières.